# M38 Wolfhound
L'M38 Wolfhound era un'autoblindo americana 6x6, prodotta nel 1944 dalla Chevrolet, divisione della General Motors. Esso era stato progettato per sostituire l'M8 Greyhound, ma la fine della guerra portò alla cancellazione del progetto poco dopo il completamento di una manciata di veicoli.
Il Wolfhound aveva un equipaggio di 4 uomini ed era armato con un cannone posto su una torretta girevole,  che sparava i 93 proiettili di 37 mm stivati all'interno del mezzo. L'armamento secondario consisteva in due mitragliatrici, una montata coassialmente sul pezzo principale, l'altra, invece, montata su un affusto antiaereo. Il Wolfhound era spinto da un motore Cadillac a 8 cilindri raffreddato ad acqua. Questo veicolo presentava un basso profilo e una linea aggraziata. Ogni lato era caratterizzato da tre pneumatici di grandi dimensioni disposti su assi simmetrici, dotati di parafanghi curvi. La piastra frontale della corazza fu inclinata, aumentando la protezione. Un'antenna radio fu montata sul lato destro anteriore della corazzatura. Un M38 fu modificato per montare una torretta di un carro armato M24 Chaffee e fu sottoposto ad una serie di test per verificare la possibilità di montarlo definitivamente sul veicolo.
Il progetto dell'M38 ha avuto molta influenza sui veicoli di successivi, come nel caso dell'Alvis Saladin, un'autoblindo britannica prodotta dopo la seconda guerra mondiale.

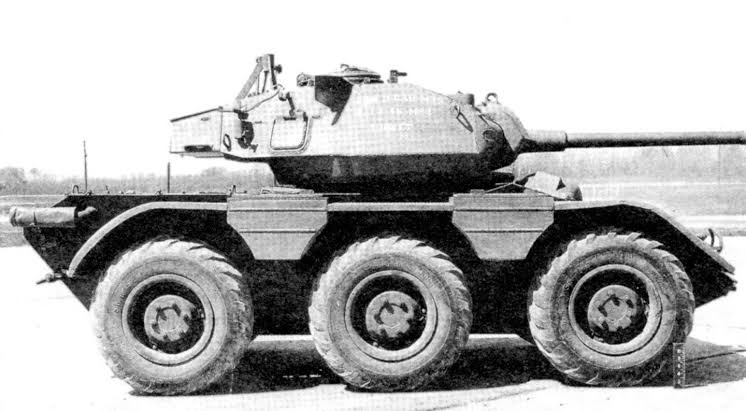
Un M38 modificato con una torretta di un M24 Chaffee.